# Keshanta
Le Keshanta  (sanskrit: केशान्त) est un rite de passage de l'hindouisme: un samskara qui consiste à couper la première barbe du jeune croyant. Cette cérémonie a lieu vers l'âge de seize ans, et se veut surtout remémorative du vœu de chasteté appelé brahmacharya de l'adolescent. Dans la société inégalitaire des castes de l'Inde, la tradition veut que ce rite ne soit pas effectué au même âge suivant son origine. Il est dans la tradition d'offrir à cette occasion une vache à son professeur; ce don est dénommé: godana ou godanakarman.